# Hippopleurifera belizae
Hippopleurifera belizae is een mosdiertjessoort uit de familie van de Romancheinidae. De wetenschappelijke naam van de soort is voor het eerst geldig gepubliceerd in 1984 door Winston.